# Pinkpop 2007
Pinkpop 2007 vond plaats op zaterdag 26, zondag 27 en maandag 28 mei 2007 op het evenemententerrein Megaland. Het was de 38e editie van het Nederlands muziekfestival Pinkpop en de twintigste in Landgraaf.

## Geschiedenis
De presentatie was in handen van Giel Beelen en Eric Corton. Net als het festival in 2006 was deze editie compleet uitverkocht. Er waren ongeveer 62.000 bezoekers. Op woensdag 28 februari werden officieel de optredende artiesten voor Pinkpop 2007 bekendgemaakt. De voorverkoop voor de weekend- en maandagkaartjes begon op za. 3 maart 2007, voor de zaterdag- en zondagkaartjes op za. 7 april.

## Optredens op Pinkpop 2007
|                 | Mainstage                                                                                         | 3FM Stage                                                                   | BUMA / John Peel Stage                                                         |
| --------------- | ------------------------------------------------------------------------------------------------- | --------------------------------------------------------------------------- | ------------------------------------------------------------------------------ |
| Zaterdag 26 mei | - Goose - Juliette & The Licks - Within Temptation - Marilyn Manson                               | - Noisettes - Wir Sind Helden - Good Charlotte                              | - Viberider - Stevie Ann - C-mon & Kypski                                      |
| Zondag 27 mei   | - Gabriel Rios - Razorlight - Iggy & the Stooges - Snow Patrol - Muse                             | - Ozark Henry - Gogol Bordello - Ilse Delange - Lostprophets                | - The Nightwatchman - Paolo Nutini - Maxïmo Park - Krezip                      |
| Maandag 28 mei  | - The Fratellis - Wolfmother - Scissor Sisters - Arctic Monkeys - Linkin Park - Smashing Pumpkins | - 30 Seconds to Mars - Stone Sour - Dave Matthews Band - KoЯn - Evanescence | - Five o'clock Heroes - The Magic Numbers - Maria Mena - Macy Gray - The Kooks |

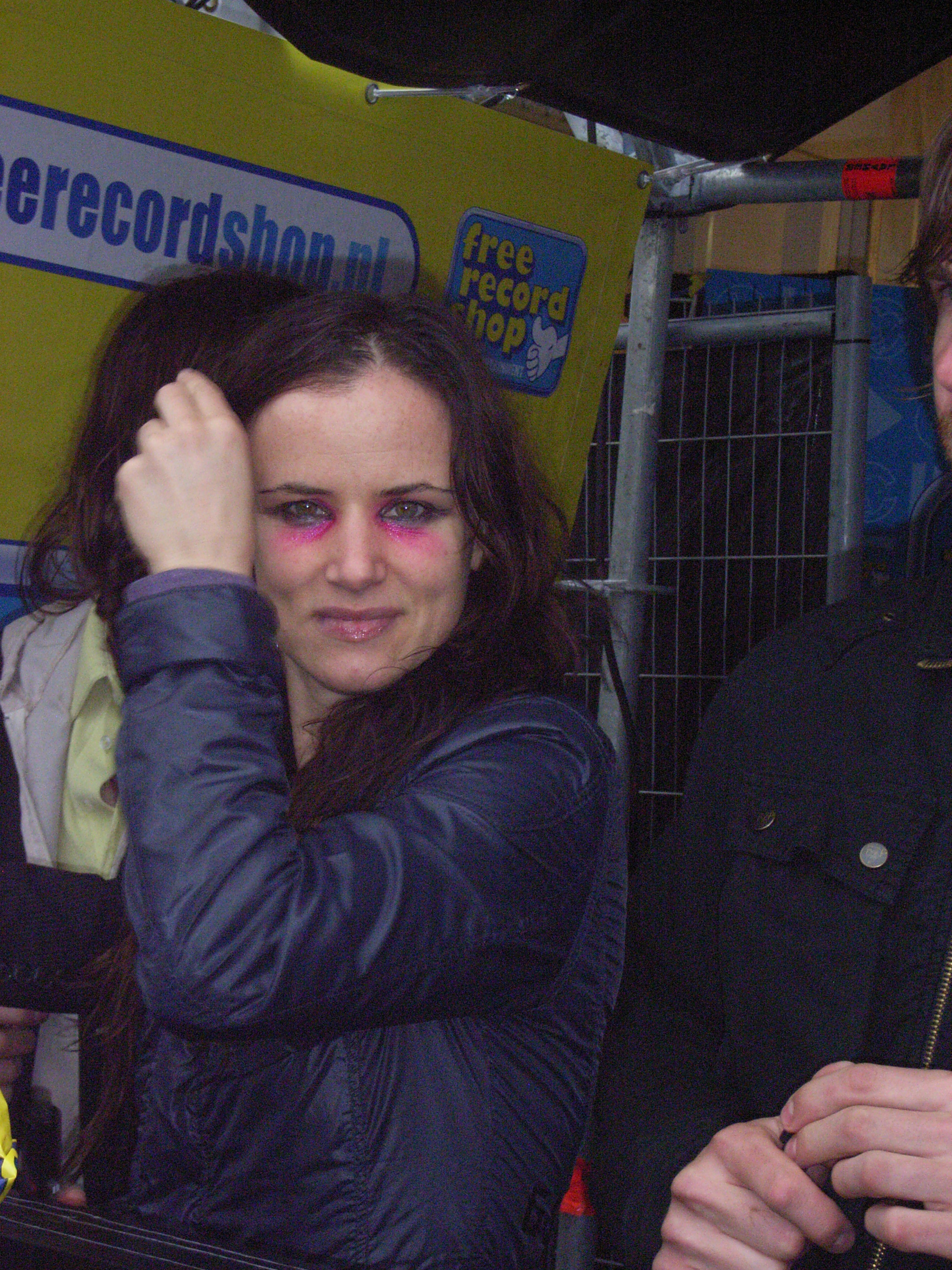
Juliette And The Licks
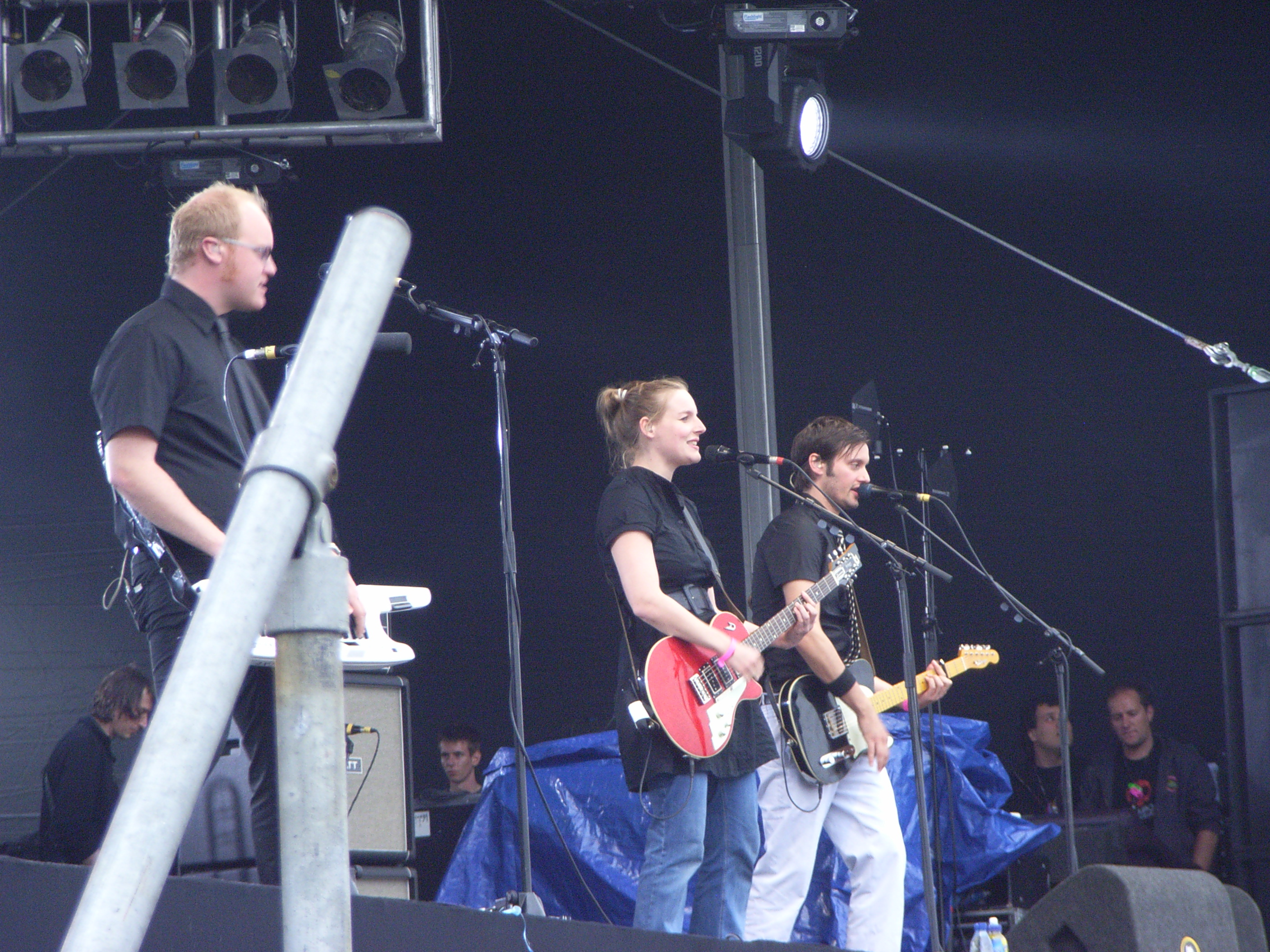
Wir Sind Helden
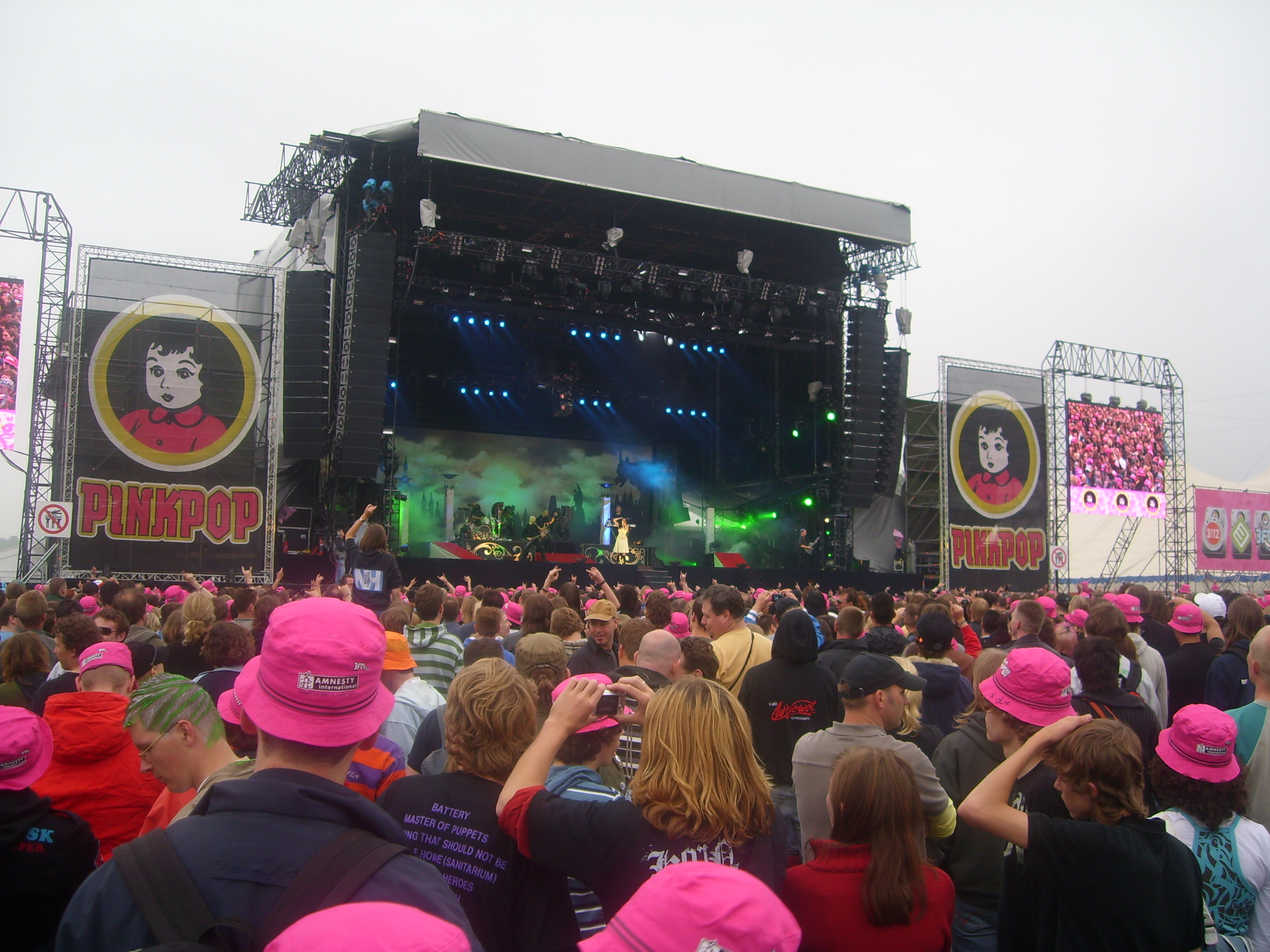
Within Temptation
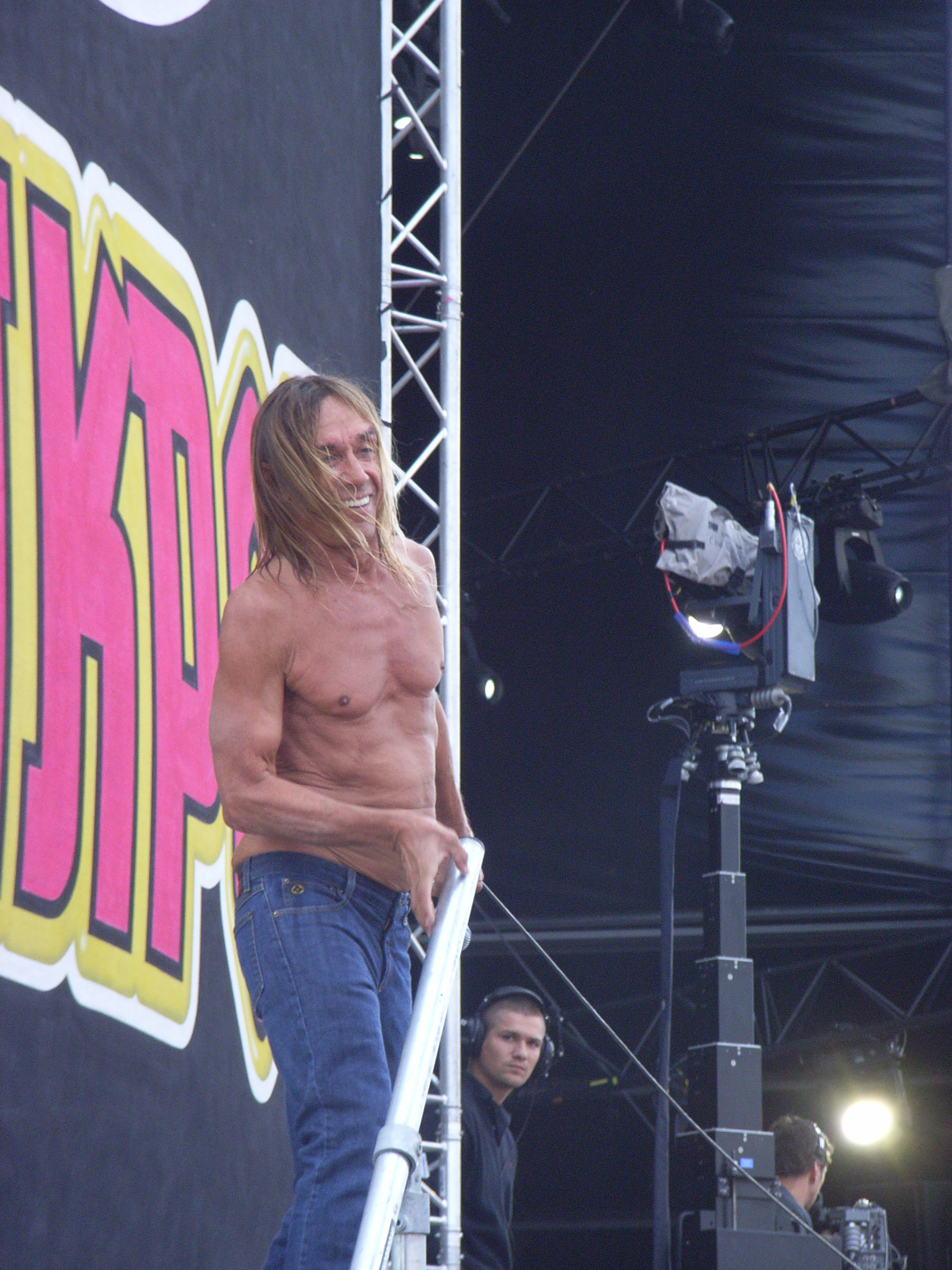
Iggy Pop & The Stooges
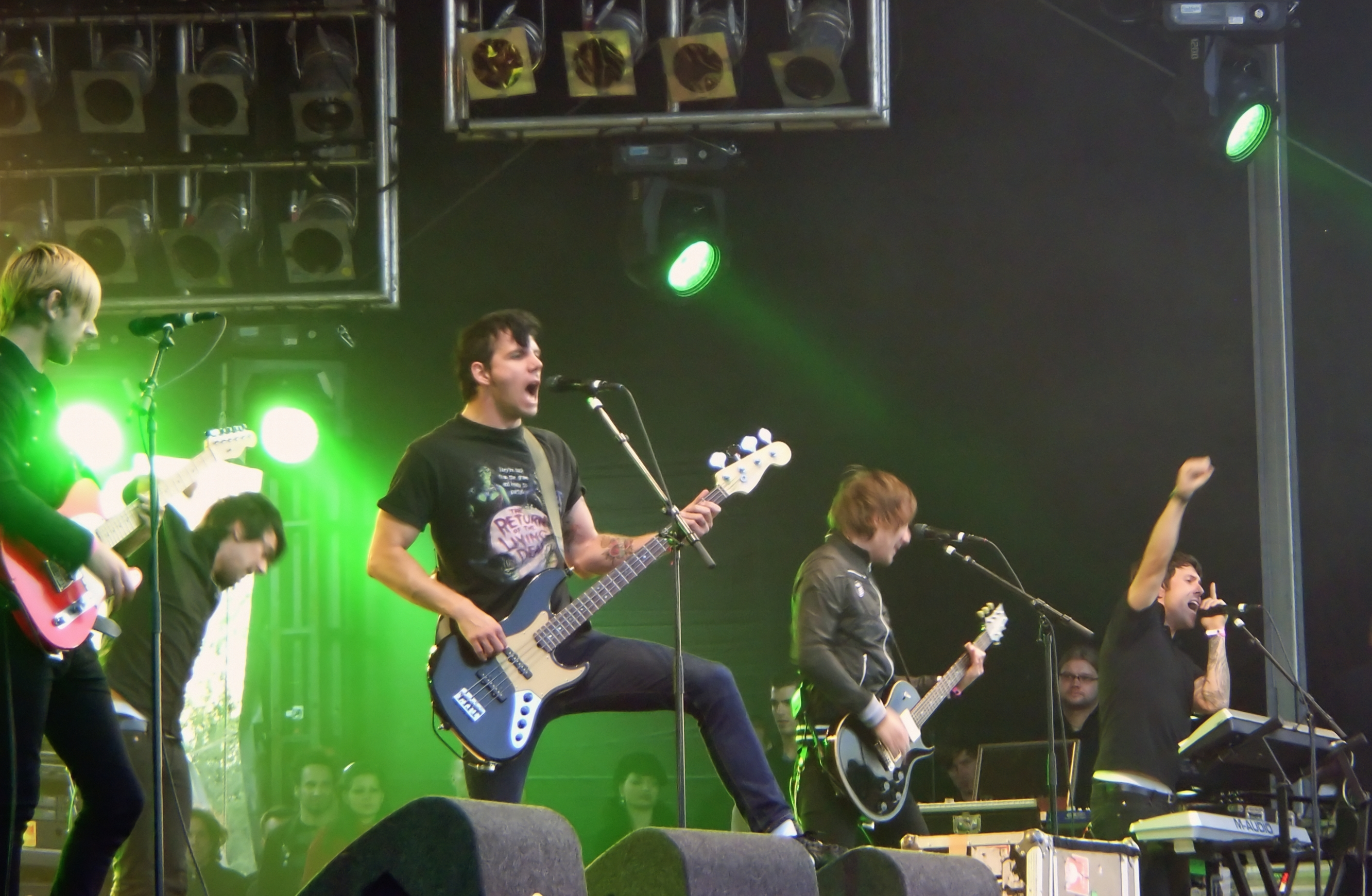
Lostprophets
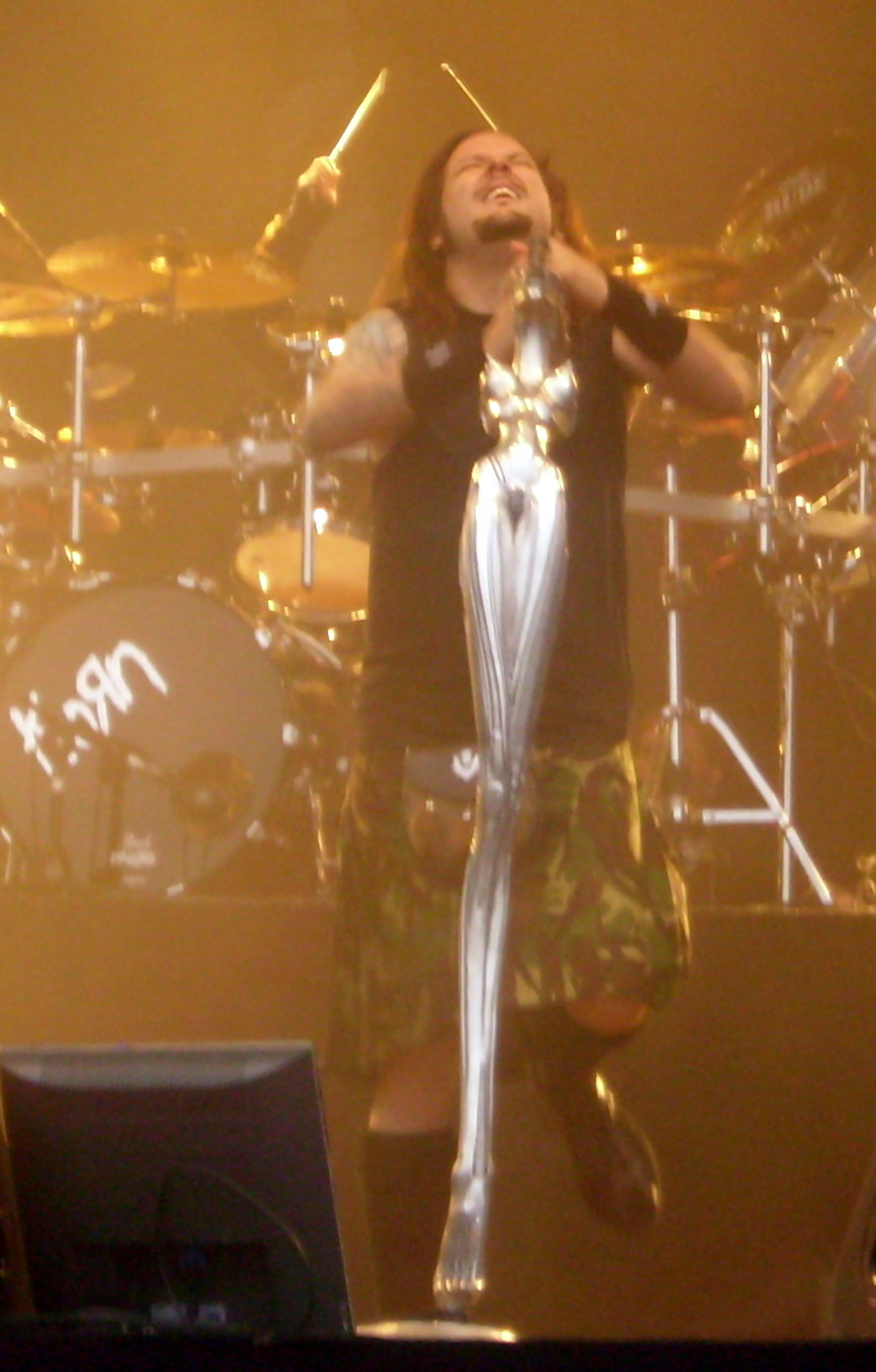
KoRn
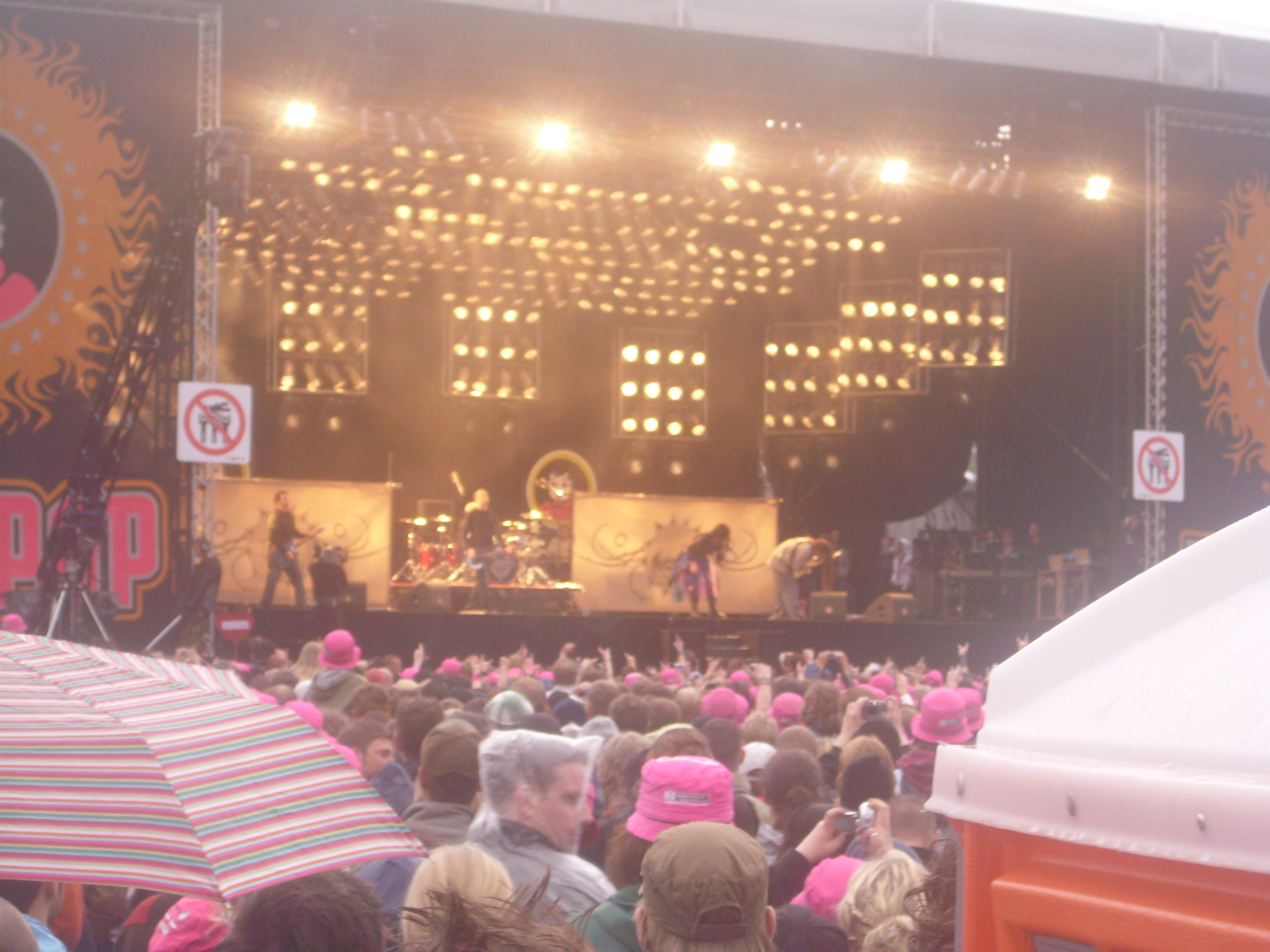
Evanescence
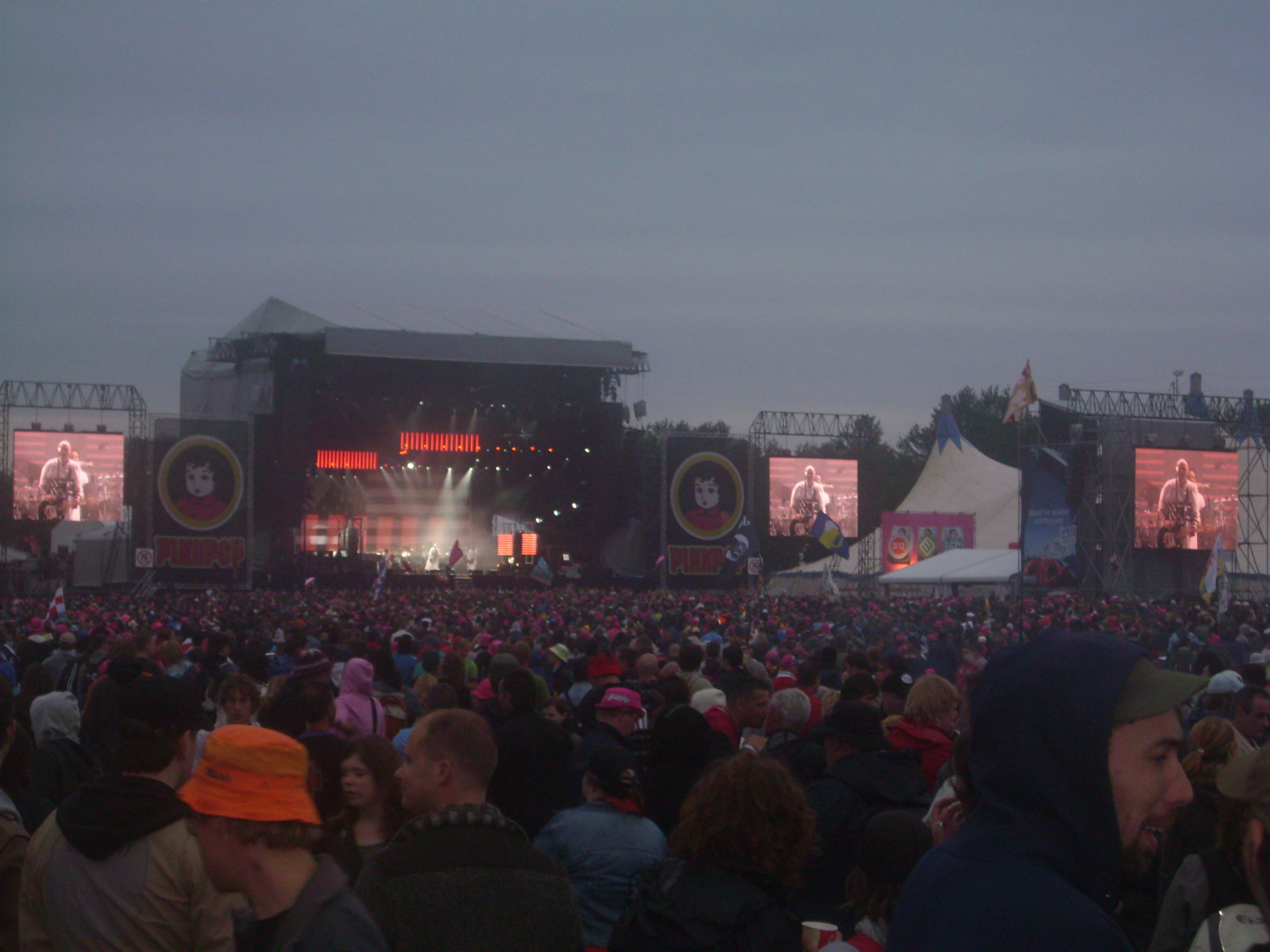
The Smashing Pumpkins

## Afzeggingen
Amy Winehouse was niet op Pinkpop te zien, omdat ze ziek zou zijn. Krezip verving haar en begon met Rehab, een nummer van Amy Winehouse.
De meest bekende afzegging was die van de grungeband Pearl Jam. Twee bandleden zouden vader worden net in het weekend van Pinkpop 2007. Hun toezegging werd dus weer ingetrokken nog voordat het programma bekend werd gemaakt.

## Diefstallen
Deze editie van Pinkpop ging gepaard met een grote golf diefstallen. 60 festivalgangers werden het slachtoffer van inbraak in hun tenten op camping B, de grootste camping op het festival.

## Voetnoten
1. ↑  Amy Winehouse te ziek voor optreden op Pinkpop